# Лиляна Кисьова
Лиляна Василева Кисьова е известна българска оперетна актриса, една от звездите на оперетната сцена от времето на сребърния период на това изкуство. В много оперети партнира на друг виден представител на оперетното изкуство – Видин Даскалов.
Родена е на 3 юни 1928 г. в Троян. Пяла е както в България, така и в чужбина. През 1951 г. става солистка в Държавния музикален театър в София. Изпълнява повече от 80 роли, като едни от най-популярните са тези в „Царицата на чардаша“ „Мамзел Нитуш“, „Веселата вдовица“, „Службогонци“ и други. Наградена е с високи държавни награди.